# Rougeotiana indiligens
Rougeotiana indiligens är en fjärilsart som beskrevs av Louis Beethoven Prout 1925. Rougeotiana indiligens ingår i släktet Rougeotiana och familjen mätare. Inga underarter finns listade.